# Grupp 10-element
Grupp 10-element kallas gruppen av grundämnen i periodiska systemet som omfattar följande ämnen:
- Nickel
- Palladium
- Platina
- Darmstadtium